# Montchal
Pour les articles homonymes, voir Montchal (homonymie).
Montchal est une commune française située dans le département de la Loire en région Auvergne-Rhône-Alpes.

## Géographie
Montchal fait partie des monts du Lyonnais.
La commune est distante de 38 km de Montbrison, sa sous-préfecture, et 61 km de sa préfecture, Saint-Étienne.

Vue depuis le crêt vers le sud-ouest au lieu-dit Vivier à Montchal (Loire).

Vue depuis le crêt vers le sud-ouest à Montchal (Loire).

Les communes limitrophes sont :
| Sainte-Agathe-en-Donzy | Violay      | Violay      |
| Cottance               | Montchal    | Panissières |
| Cottance               | Panissières | Panissières |

### Climat
Pour des articles plus généraux, voir Climat d'Auvergne-Rhône-Alpes et Climat de la Loire.
En 2010, le climat de la commune est de type climat des marges montargnardes, selon une étude du Centre national de la recherche scientifique s'appuyant sur une série de données couvrant la période 1971-2000. En 2020, Météo-France publie une typologie des climats de la France métropolitaine dans laquelle la commune est exposée à un climat de montagne ou de marges de montagne et est dans la région climatique Nord-est du Massif Central, caractérisée par une pluviométrie annuelle de 800 à 1 200 mm, bien répartie dans l’année.
Pour la période 1971-2000, la température annuelle moyenne est de 10 °C, avec une amplitude thermique annuelle de 16,3 °C. Le cumul annuel moyen de précipitations est de 884 mm, avec 10,3 jours de précipitations en janvier et 7,3 jours en juillet. Pour la période 1991-2020, la température moyenne annuelle observée sur la station météorologique de Météo-France la plus proche, « Machézal », sur la commune de Machézal à 11 km à vol d'oiseau, est de 11,3 °C et le cumul annuel moyen de précipitations est de 819,9 mm,. Pour l'avenir, les paramètres climatiques de la commune estimés pour 2050 selon différents scénarios d'émission de gaz à effet de serre sont consultables sur un site dédié publié par Météo-France en novembre 2022.

## Urbanisme

### Typologie
Au 1er janvier 2024, Montchal est catégorisée commune rurale à habitat dispersé, selon la nouvelle grille communale de densité à sept niveaux définie par l'Insee en 2022.
Elle est située hors unité urbaine et hors attraction des villes,.

### Occupation des sols
L'occupation des sols de la commune, telle qu'elle ressort de la base de données européenne d’occupation biophysique des sols Corine Land Cover (CLC), est marquée par l'importance des territoires agricoles (82 % en 2018), en diminution par rapport à 1990 (84,8 %). La répartition détaillée en 2018 est la suivante : 
prairies (48,4 %), zones agricoles hétérogènes (28,6 %), forêts (15,2 %), terres arables (4,9 %), zones urbanisées (2,8 %). L'évolution de l’occupation des sols de la commune et de ses infrastructures peut être observée sur les différentes représentations cartographiques du territoire : la carte de Cassini (XVIIIe siècle), la carte d'état-major (1820-1866) et les cartes ou photos aériennes de l'IGN pour la période actuelle (1950 à aujourd'hui).

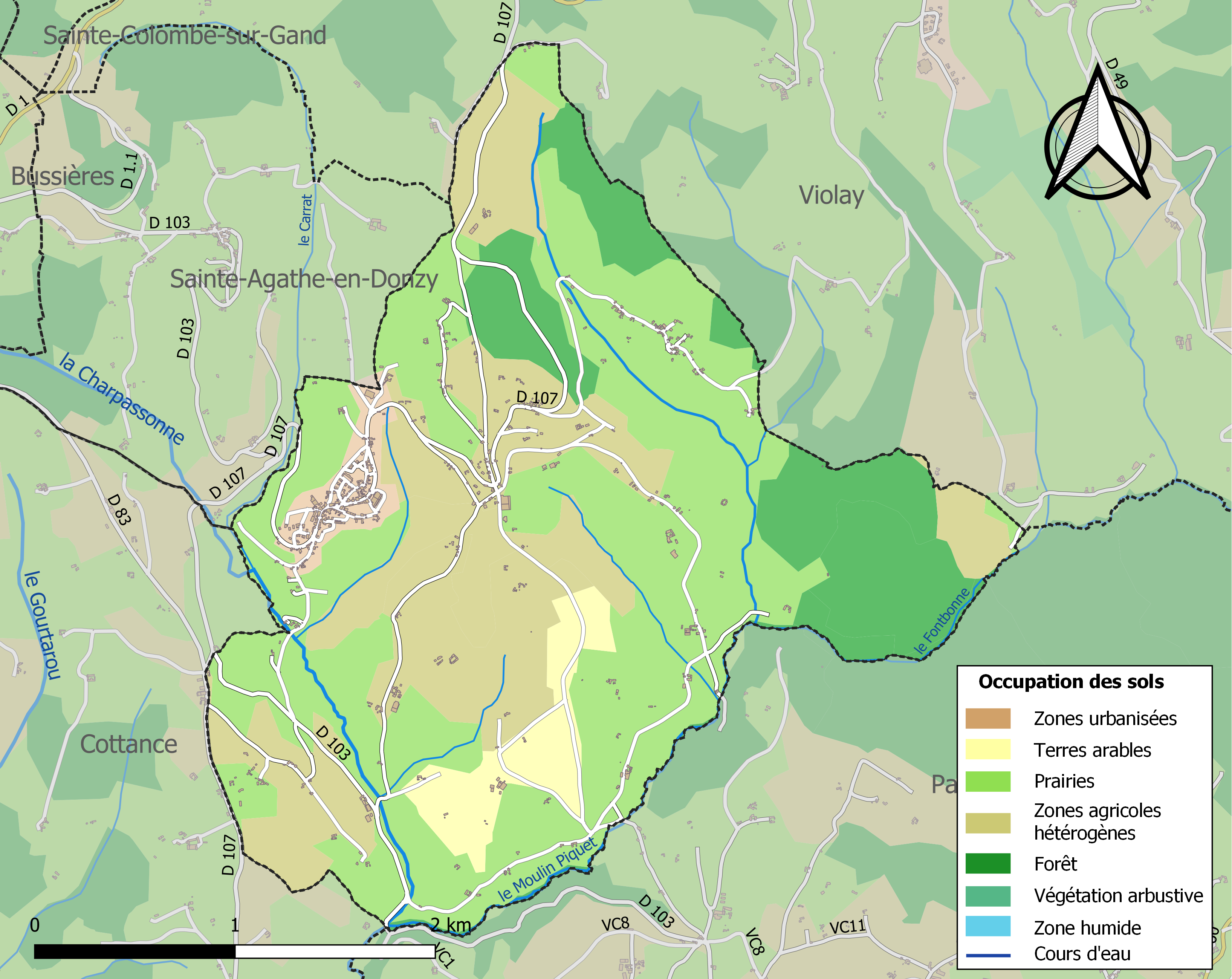
Carte des infrastructures et de l'occupation des sols de la commune en 2018 (CLC).

## Histoire

### Seconde Guerre mondiale
Au commencement de la guerre, Montchal se situe en zone libre au sud de la ligne de démarcation jusqu'en novembre 1942.
Les 18 et 19 mars 1944, une trentaine de Francs-tireurs partisans du camp Desthieux des maquis de la vallée de l'Azergues réfugiés dans des masures du Magat pour échapper aux Allemands fut attaqué par environ 150 GMR et gendarmes, sous les ordres du préfet Boutemy. Cinq résistants seront tués pendant les combats et quatre autres, seront faits prisonniers et fusillés au fort de La Duchère à LYON . Cet événement ayant fortement marqué la mémoire des habitants et des environs, un monument dédié à la mémoire des neuf combattants a été érigé au lieu-dit le Crêt un second à l'endroit des combats au lieu-dit le Magat. La plaque du souvenir porte l'inscription suivante :

« A la mémoire des FTP français tombés le 19 mars 1944 au combat du Magat ou fusillés par les GMR après avoir été faits prisonniers.
Bertrand Louis, Bedikian Edgard, Frantz, Guillermin Michel, Grossiord Jean, Lacour Roger, Matéo José, Mulard Guy, Volet Joseph.
Et si c’était à refaire, ils referaient le même chemin. »

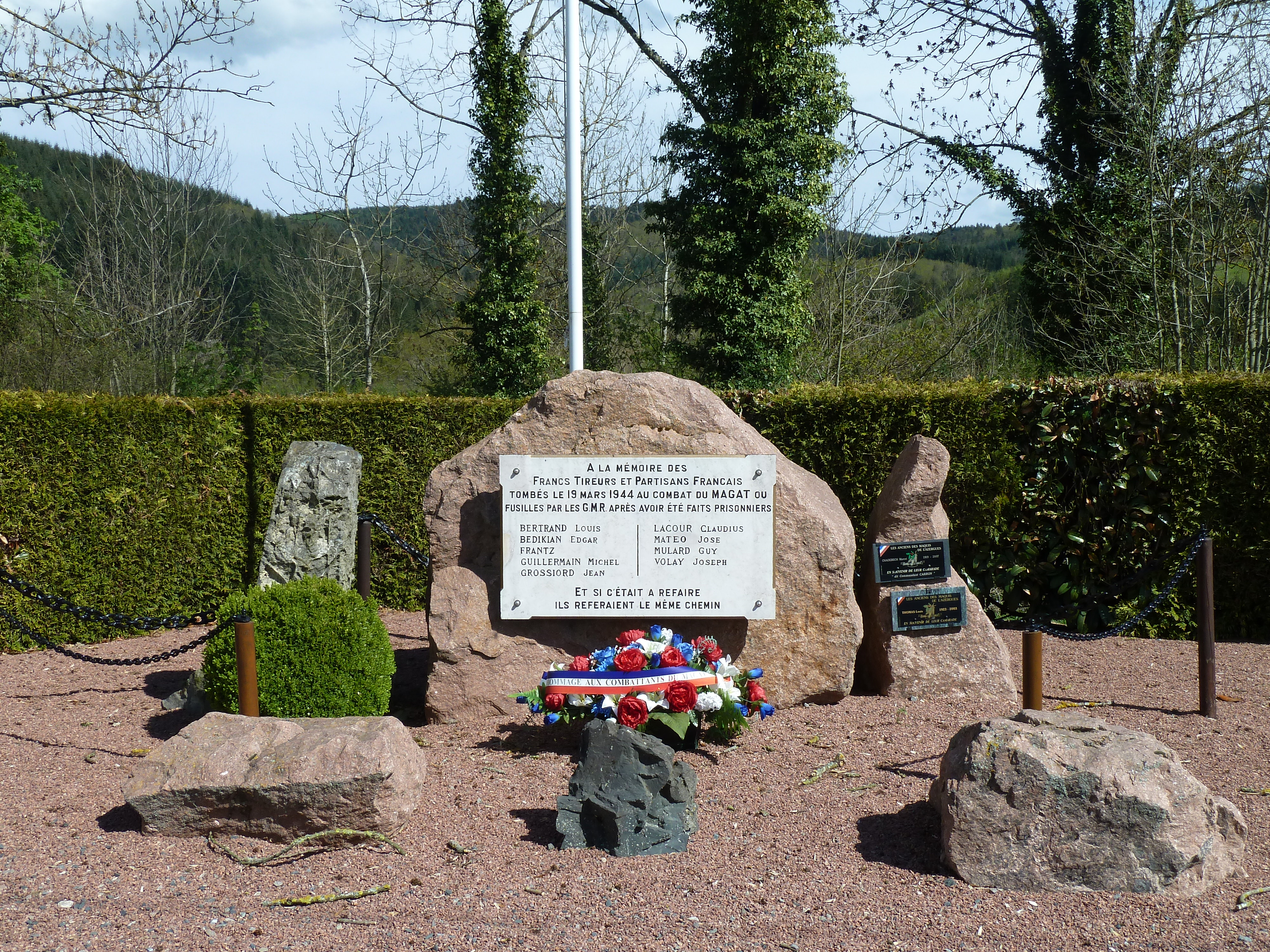
Lieu des combats - lieu-dit le Magat.
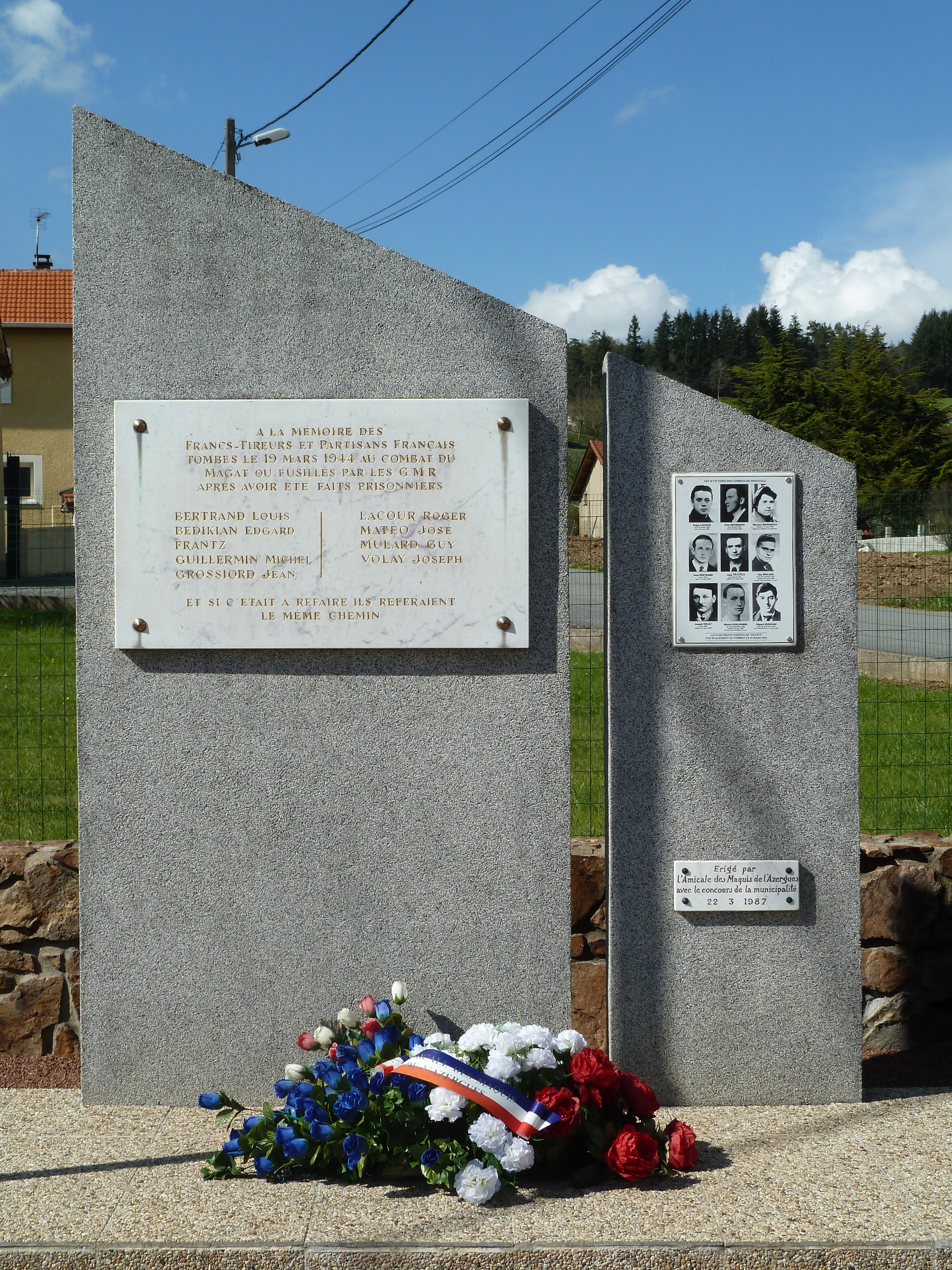
Stèle du souvenir.

## Politique et administration
| Période                                  | Période  | Identité        | Étiquette      | Qualité                         |
| ---------------------------------------- | -------- | --------------- | -------------- | ------------------------------- |
| Les données manquantes sont à compléter. |          |                 |                |                                 |
| mars 2008                                | En cours | Christian Denis | sans étiquette | Chef d'entreprise réélu en 2014 |

## Population et société

### Démographie
L'évolution du nombre d'habitants est connue à travers les recensements de la population effectués dans la commune depuis 1831. Pour les communes de moins de 10 000 habitants, une enquête de recensement portant sur toute la population est réalisée tous les cinq ans, les populations de référence des années intermédiaires étant quant à elles estimées par interpolation ou extrapolation. Pour la commune, le premier recensement exhaustif entrant dans le cadre du nouveau dispositif a été réalisé en 2008.

En 2022, la commune comptait 507 habitants, en évolution de +2,01 % par rapport à 2016 (Loire : +1,32 %, France hors Mayotte : +2,11 %).
| 1831 | 1836 | 1841  | 1846  | 1851  | 1856  | 1861  | 1866  | 1872  |
| ---- | ---- | ----- | ----- | ----- | ----- | ----- | ----- | ----- |
| 987  | 993  | 1 042 | 1 020 | 1 052 | 1 100 | 1 156 | 1 100 | 1 159 |

| 1876  | 1881  | 1886  | 1891  | 1896  | 1901  | 1906 | 1911 | 1921 |
| ----- | ----- | ----- | ----- | ----- | ----- | ---- | ---- | ---- |
| 1 238 | 1 183 | 1 154 | 1 135 | 1 111 | 1 085 | 992  | 980  | 802  |

| 1926 | 1931 | 1936 | 1946 | 1954 | 1962 | 1968 | 1975 | 1982 |
| ---- | ---- | ---- | ---- | ---- | ---- | ---- | ---- | ---- |
| 705  | 696  | 705  | 622  | 612  | 543  | 493  | 468  | 470  |

| 1990 | 1999 | 2006 | 2008 | 2013 | 2018 | 2022 | - | - |
| ---- | ---- | ---- | ---- | ---- | ---- | ---- | - | - |
| 391  | 425  | 448  | 455  | 496  | 487  | 507  | - | - |

## Culture locale et patrimoine

### Lieux et monuments
- Église Saint-Cyr de Montchal